# Mark Viduka
Marko Anthony Viduka appelé Mark Viduka, né le 9 octobre 1975 à Melbourne, est un footballeur australien d'origine croate. Il évolua au poste d'attaquant (188 cm - 90 kg) et fut international australien.
Ce puissant attaquant de Premier League anglaise fut le capitaine de la sélection australienne lors de la Coupe du monde 2006.

## Biographie
D'origine croate et ukrainienne, Viduka a fait ses premières armes en Australie au sein des Melbourne Knights avant d'émigrer en Europe. Véritable star en Australie où il est deux fois Joueur de l'Année, il rejoint le Croatia Zagreb où durant trois saisons, il réussit trois doublés Coupe-championnat. Buteur prolifique (il a inscrit 40 buts en 49 matchs avec les Knights et 40 buts en 81 matchs), il commence à intéresser de nombreux clubs européens. En décembre 1998, il est transféré au Celtic Glasgow mais ne débute qu'en février 1999. La saison suivante, il finit Meilleur Joueur de l'Année, et a inscrit 27 buts. 
En 2000, il rejoint Leeds United et la Premier League anglaise. L'entraîneur de l'équipe David O'Leary veut l'associer à son compatriote Harry Kewell. Les blessures de Kewell ne vont pas permettre à l'association de prendre vraiment. Néanmoins, cela n'empêchera pas l'équipe de faire un parcours remarquable en Ligue des Champions en 2001 (demi-finale de la compétition). Viduka, quant à lui, engrange les buts : 22 en 2000-2001 et 22 en 2002-2003 en signant notamment un quadruplé contre Charlton Athletic FC dans les années 2000. Néanmoins, la relégation de Leeds en 2004 va pousser le club à le vendre à Middlesbrough en 2004.
Contrarié par quelques problèmes physiques, Mark Viduka retrouve vite son niveau lors de la saison  2005-2006. Il est l'un des principaux artisans du parcours du club en Coupe UEFA. En 2006 contre le FC Séville, Middlesbrough s'inclinera 4 à 0 en finale. 
La même année, Viduka est le capitaine des Socceroos, l'équipe australienne de football, qualifiée pour la Coupe du monde, trente deux ans après leur dernière apparition. L'équipe fait une prestation remarquée et perd de justesse contre l'Italie en 8e de finale. Viduka annonce qu'il prend sa retraite à la fin du tournoi. Il semblerait cependant qu'il soit revenu sur sa décision puisqu'il a participé en 2007, à la Coupe Asiatique.
De 2007 à 2009, il évolua au sein de Newcastle United. Puis il resta sans club.

## Style de jeu
Malgré sa nonchalance et son apparente lenteur sur un terrain, Mark Viduka est un redoutable chasseur de but, faisant preuve parfois d'une incroyable vivacité. Souvent utilisé comme pivot pour  servir les joueurs qui tournent autour de lui, il est capable de se retourner très rapidement pour marquer. Doté d'un puissant gabarit, il excelle dans le jeu de tête et dans les duels. 

## Carrière
- 1993-1995 :  Melbourne Knights
- 1995-1999 (fév.) :  Dinamo Zagreb
- 1999 (fév.)-2000 :  Celtic Glasgow
- 2000-2004 :  Leeds United
- 2004-2007 :  Middlesbrough
- 2007-2009 :  Newcastle United[1]

## Palmarès
- Finaliste de la Coupe UEFA (1) : 2006 (Middlesbrough)
- Vainqueur du Championnat de Croatie (4) : 1996, 1997, 1998, 1999 (Dinamo Zagreb)
- Vainqueur de la Coupe de Croatie (3) : 1996, 1997, 1998 (Dinamo Zagreb)
- Vainqueur de la Coupe de la Ligue d'Écosse (1) : 2000 (Celtic Glasgow)
- Meilleur buteur du Championnat d'Écosse (1) : 2000 : 25 buts (Celtic Glasgow)
- Meilleur Joueur du Championnat d'Australie (Johnny Warren Medal) en 1994 et 1995
- Meilleur buteur du Championnat d'Australie (NSL Golden Boot) en 1994 et 1995
- Joueur Océanien de l'Année en 2000
- International australien (43 sél., 11 buts) depuis le 8 juin 1994 : Australie 1 - 0 Afrique du Sud